# Яхрома (приток Медведицы)
Я́хрома — река, левый приток Медведицы, протекает по территории Кесовогорского и Кашинского районов Тверской области в России.
Длина — 66 км, площадь водосборного бассейна — 573 км². Вытекает из озера Скорбеж на высоте 139 м над уровнем моря. Устье — у деревни Булатово, на высоте 113 м над уровнем моря.
Название Яхрома переводится с вымершего мерянского языка как «озёрная река» (ср. фин. järvi «озеро»). Топонимия с основой яхр- (Яхробол, Яхра, Яхренга, Яхрянка) является характерной для исторических мерянских земель, к которым относится и северо-восток Московской области, где протекает одноимённая река

## Данные водного реестра
По данным государственного водного реестра России относится к Верхневолжскому бассейновому округу. Речной бассейн реки — (Верхняя) Волга до Куйбышевского водохранилища (без бассейна Оки), речной подбассейн — бассейны притоков (Верхней) Волги до Рыбинского водохранилища, водохозяйственный участок реки — Волга от Иваньковского гидроузла до Угличского гидроузла (Угличское водохранилище).
Код объекта в государственном водном реестре — 08010100812110000003905.

## Притоки
(расстояние от устья)
- 3,2 км: река Звериха (пр)
- 56 км: река Чёрная (лв)
- 57 км: река Пьянка (лв)
- 59 км: река Новосёлка (лв)